# ジェレマイア・クラーク
ジェレマイア・クラーク（ジェレミアとも、Jeremiah Clarke, 1674年 - 1707年12月1日）は、イングランドの作曲家。鍵盤楽器のために作られた『デンマーク王子の行進』が最も有名である。この曲はアン女王の夫カンバーランド公ジョージのために作られ、一般には『トランペット・ヴォランタリー』の名で知られるが、長い間ヘンリー・パーセルの作だとされてきた。
1674年にロンドンで生まれたとされている。セント・ポール大聖堂でジョン・ブロウに師事した後、王室礼拝堂のオルガン奏者となる。しかし、身分が上の美しい女性に恋したことから銃で自殺した。クラークのポストの後任にはウィリアム・クロフトが就任した。